# Sithon westermanni
Sithon westermanni är en fjärilsart som beskrevs av Felder 1865. Sithon westermanni ingår i släktet Sithon och familjen juvelvingar. Inga underarter finns listade i Catalogue of Life.